# Sergi Masip Cosin
Sergi Masip Cosin (Barcelona, 1993) és un ciclista i corredor de muntanya i d'ultraresistència català.
Membre del l'Sport Ciclista Català, durant la seva trajectòria esportiva Sergi Masip ha aconseguit diverses victòries en curses de muntanya. A la 8a edició de la coneguda 'Trail Fem Sui' a Sant Antoni de Vilamajor, de gairebé 30 km i 1.600 metres de desnivell, Masip fou el primer classificat amb un temps de 2 hores i 38 minuts. L'octubre del 2017 ja va guanyar el IV Trail Mitja del Castell del Papiol. El novembre d'aquest mateix any 2017, a la cinquena edició de la Barcelona Trail Races, es proclama guanyador del Gran Trail Collserola de 76 kms. Anteriorment, el març de l'any 2014, ja havia guanyat el trail de 27 kms, inclòs a l'ultra del Trail Catllaràs. Una victòria que renovà a l'any seguent, en 2015.